# Baironovka
Baironovka (în rusă Байроновка) este un sat din raionul Taișet, regiunea Irkutsk, Rusia. Este inclus în formațiunea municipală Berezovca. Acest sat este situat la aproximativ 8 km sud-est de centrul raional Taișet. În Baironovka se află o stație a căii ferate transsiberiene. Conform recensământului din 2010, aici locuiau 228 de persoane (107 bărbați și 121 femei).